# Inner City Blues: The Music of Marvin Gaye
Inner City Blues: The Music of Marvin Gaye es un álbum tributo dedicado al cantante y compositor estadounidense Marvin Gaye. Anunciado en marzo de 1995, contó con la participación de una gran variedad de artistas que incluyó a Nona Gaye —hija del cantante—, Bono de U2, Boyz II Men, Madonna con Massive Attack, Neneh Cherry, Lisa Stansfield, Stevie Wonder, Sounds of Blackness, el rapero Speech de Arrested Development y Digable Planets. El álbum fue supervisado y aprobado por la propia Nona y todos los intérpretes que participaron dieron prioridad a la música de Gaye, no a ellos mismos como artistas.
El material combina variados géneros musicales —R&B, góspel, pop y rap— y las canciones seleccionadas abarcan desde el período «más inocente» del músico hasta temas sociopolíticos que compuso en la década de 1970, siendo What's Going On (1971) la principal fuente de inspiración para este tributo. Inner City Blues salió a la venta el 17 de octubre de 1995 a través de Motown en CD y casete; tras su lanzamiento, alcanzó los puestos 106 y 48 en las listas Billboard 200 y Top R&B Albums, respectivamente, así como el número 65 en el conteo Sales Chart de The Network Forty.
Motown preparó una campaña de promoción masiva para el disco, que incluyó el estreno de los videoclips «I Want You» de Madonna y Massive Attack, «Save the Children» de Bono y «Trouble Man» de Neneh Cherry. Esta última canción, así como «Like Marvin Gaye Said (What's Going On)» de Speech, se publicaron como los sencillos oficiales del disco. La promoción continuó con un documental de noventa minutos estrenado en el canal MTV y dirigido por Earle Sebastian; también titulado Inner City Blues, ofreció una retrospectiva de la vida y carrera de Gaye. En términos generales, el álbum recibió reseñas variadas de críticos y periodistas musicales, aunque en su mayoría de carácter favorable; los comentarios pusieron énfasis en las reinterpretaciones de los artistas.

## Antecedentes

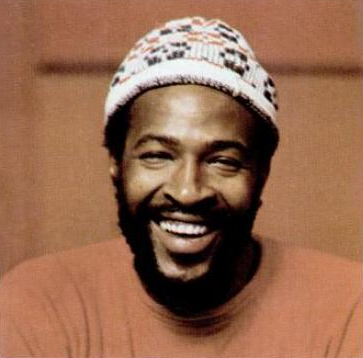
Marvin Gaye

Marvin Gaye (1939-1984) fue un cantante y compositor estadounidense de géneros R&B y soul, cuya música incorporaba arreglos «atmosféricos» y las letras de sus canciones trataban los diversos aspectos del amor, así como temas sociopolíticos como el racismo, la injusticia, la contaminación, la guerra y el crimen. Considerado un «excelente compositor» y uno de los cantantes de soul más importantes e influyentes, se distinguió además por tener una de las voces «más dulces y atractivas» de la industria. Gaye murió de una herida de bala en 1984 tras una disputa doméstica con su padre, Marvin Gay Sr.
A lo largo de sus veintidós años de carrera musical, tuvo seis álbumes entre los diez primeros puestos de la lista Billboard 200 y logró dieciocho sencillos top diez en el conteo Billboard Hot 100, entre ellos «I Heard It Through the Grapevine», «Let's Get It On» y «Got to Give It Up», que llegaron a la primera posición. Tres años después de su fallecimiento, ingresó al Salón de la Fama del Rock and Roll y, desde entonces, múltiples artistas han mostrado admiración por su talento de diversas maneras, principalmente a través de álbumes tributo y recopilatorios notables.

## Desarrollo
| Somos afortunados de tener diversas obras de un hombre muy talentoso, un gran hombre de la canción, de la lírica y de la poesía, de quien siempre podremos aprender y descubrir más. Con What's Going On, Marvin abordó muchos de los problemas sociales con los que todavía nos enfrentamos. Con sus otros álbumes, exploró el amor, las interrelaciones y la expresión del amor que tendremos en nuestras vidas futuras. —Comentario sobre Marvin Gaye de Stevie Wonder, quien participó en el álbum tributo. |

En marzo de 1995, la revista Cash Box anunció la realización de Inner City Blues: The Music of Marvin Gaye, un álbum tributo de la discográfica Motown dedicado a Gaye que contaría con la colaboración de artistas y productores de diferentes géneros musicales que compartieron un «intenso respeto» por el cantante y su obra artística, que abordaba los problemas sociales y «cuestiones del corazón». La revista confirmó la participación de Bono de U2, Digable Planets, Stevie Wonder, Madonna con Massive Attack, Nona Gaye —hija del cantante—, el rapero Speech de la banda Arrested Development y Lisa Stansfield. Tiempo después, se reportó que Boyz II Men, Sounds of Blackness y Neneh Cherry, así como los productores Meshell Ndegeocello, Jimmy Jam y Terry Lewis, Nellee Hooper y Keith Crouch también estarían en el disco, lo cual reflejaba la naturaleza «ecléctica» del proyecto. Si bien también se revelaron los nombres de Rosie Gaines y Public Enemy, finalmente dichos artistas no participaron en el material.
Nona Gaye afirmó que, tras la muerte de su padre, le tomó tiempo volver a escuchar su música, pero que se sintió lista de volver a interpretar sus canciones en Inner City Blues, que contó con la organización y aprobación de la propia Nona. El disco demoró en realizarse dado que, en palabras de la cantante: «[Marvin] es un artista importante que la gente necesita conocer, no solo por sus contribuciones musicales, sino por su emotiva crítica social, que es tan relevante hoy como lo fue cuando grababa». Earle Sebastian, quien produjo el álbum, compartió aquella opinión y añadió que su obra había sido influyente en el sentido de que «podía incluir cosas importantes, manteniéndolo todo basado en la música». El productor señaló que todos los intérpretes que participaron en el material dieron prioridad a la música, no a ellos mismos como artistas, de tal manera que cada uno estaba interesado en interpretar «el punto que percibía que Gaye quería transmitir con una canción».

## Composición
Inner City Blues combina variados géneros musicales como el R&B, el góspel, el pop y el rap; en general, se evidencia que las melodías han sido actualizadas con influencias del rap y el hip hop. Leigh Blake Sebastian, una de las productoras ejecutivas, comenta que «habría sido fácil hacer simplemente un álbum de R&B, pero Motown nos permitió hacer un álbum de varios géneros y, al hacerlo, demostramos que una gran canción es una gran canción». Kirk Nicewonger del Ocala Star-Banner señala que las nuevas interpretaciones «acentúan los debates sobre las fases de la agitada vida» del músico. Sobre este último punto, de acuerdo con AllMusic, los artistas que colaboran en el material «recogen los frutos más dulces» del catálogo del músico y «rebuscan con éxito en su período más inocente de los años 60, así como en los temas más duros de injusticia sobre los que escribió en los 70», siendo What's Going On (1971) la principal fuente de inspiración para este tributo.
«Inner City Blues (Make Me Wanna Holler)» es la primera canción del material e inicia con una selección musical de dos minutos comparada con «Superfly» (1972), de la banda sonora del mismo nombre. El tema está interpretado por Nona Gaye, quien canta con un enfoque alternativo y recrea el mismo sentimiento profundo de «enojo, tristeza y decepción» que su padre solía transmitir en la versión original. A ello se le suma el sonido «onírico» del teclado, con la ayuda del bajo funky de Meshell Ndegeocello y la guitarra wah-wah de Wendy Melvoin, exintegrante de la banda The Revolution; Ndegeocello hace su debut como productora en la pista. Richard Harrington de The Washington Post observó que los arreglos y su voz recordaban «tan vívidamente la obra maestra de su padre», lo que resultaba «conmovedor». Descrita como «hipnótica», la segunda canción es «Save the Children», un dúo entre Gaye y Bono, a quien consideró una de sus influencias musicales; en este sentido, la pista original con la voz hablada del músico se superpuso sobre el falsete de Bono, completa con efectos de sonido de lluvia. A lo largo del tema, Bono «juega a un inquietante juego de llamada y respuesta» con Gaye. «Let's Get It On», a cargo de Boyz II Men y producida por Keith Crouch, transforma el «sensual himno» de Gaye en una balada «cálida» y «sensual» con un estilo suave de new jack y más orientado al rap y al hip hop. Se aprecia un ritmo más rápido y moderno, así como una armonía y suavidad muy marcadas en la interpretación.
A diferencia del sonido soul, Madonna y Massive Attack grabaron «I Want You» en un estilo trip hop; la producción ha sido descrita como «sensual» y comparada con «Justify My Love» (1990) de Madonna. La base de la pista es simple, «pero brillantemente emocional»; en este sentido, en lugar de emplear «cualquier electrónica abrumadora», Massive Attack se centra en la «intimidad» entre la voz «inquietante» de la cantante y la presencia de un arreglo de cuerdas. Madonna incluyó la versión en su recopilatorio de baladas Something to Remember, que salió a la venta el 7 de noviembre de 1995 a través de las discográficas Maverick y Warner Bros. Records, y formó parte de Collected, un grandes éxitos de Massive Attack publicado en 2006. En «Trouble Man» (1972), el quinto tema del disco, Neneh Cheery adopta una voz «posmoderna difusa» y transforma el éxito original en una versión funk-jazz a piano. Muy influenciada por la música de Gaye y la época de Motown durante su infancia, Lisa Stansfield fue invitada a participar del álbum tributo y grabó «Just to Keep You Satisfied», considerada «excelente» por Eugene Bowen de The Michigan Daily. Stevie Wonder interpreta «Stubborn Kind of Fella», la única canción de Gaye de los años 1960, y cuenta con la participación del cuarteto de R&B For Real en los coros. La producción suena como muchas otras canciones de la época de Wonder, y el ritmo funk es más alegre y enérgico que la original y que «cualquier otro tema de Stevie en mucho tiempo», según el crítico David Bertrand Wilson. Eugene Bowen calificó la elección como «ingeniosa» y añadió que «solo un hombre como Wonder, una leyenda musical por derecho propio, podría apreciar el genio del hombre cuya música interpretó y traducir esa apreciación para nosotros».
La octava canción, a cargo de Sounds of Blackness, es un popurrí de «God Is Love/Mercy Mercy Me». Calificada como «espiritualmente rica» por Billboard, la banda ofrece una energía góspel «poderosa y llena de energía», así como estribillos que recuerdan a las pistas vocales superpuestas en la música de Gaye. Asimismo, de acuerdo con AllMusic, la producción está «empapada en elegantes ritmos de R&B y sofisticados riffs de jazz». El rapero Speech, vocalista de Arrested Development, «prestó sus dotes de escritor» y agregó letras nuevas a «What's Going On» (1971). Titulada «Like Marvin Gaye Said (What's Going On)», incorporó un arreglo de rap que, aunque fue descrita como «creativa», «sobrecarga» la clásica versión original con su «entrega excesivamente detallada y melódicamente plana». Al igual que «Save the Children», «Like Marvin Gaye Said» también incorpora fragmentos de la voz del músico tomadas de las grabaciones originales, lo que da como resultado una «interesante mezcla de lo antiguo y lo nuevo». Según Marcelo Ambrosio de Jornal do Brasil, aunque no se menciona en los créditos, la voz que canta parece ser la de Jay Kay de Jamiroquai. El rapero añadió su interpretación a su primer álbum de estudio, también llamado Speech (1996). Digable Planets muestra «un mayor aprecio por el legado de Gaye» con una versión en tres partes de «Marvin, You're the Man», el décimo y último tema de Inner City Blues. Con su característico estilo de jazz-rap, comienza con palabras habladas y luego pasa a una sección funky inspirada en Curtis Mayfield, para concluir con un ambiente a lo quiet storm y un juego de palabras «ingenioso» que constituye una interpretación «única» de la visión musical de Gaye. Aunque ha sido descrito como un número «ambicioso» y extenso de hip hop, Harrington de The Washington Post observó que podría haber sido mejor si se hubiera editado de manera más cuidadosa.

## Publicación
Originalmente, se tenía previsto como fecha de lanzamiento del álbum para el 12 de septiembre de 1995; sin embargo, se pospuso para mediados de octubre, aunque no se especificó el motivo. Finalmente, Inner City Blues: The Music of Marvin Gaye salió a la venta a través de Motown el 17 de ese mes en CD y casete. El folleto incluyó un extenso ensayo biográfico sobre el artista escrito por el periodista Paolo Hewitt; en él, se describe la obra del músico como «doo wop, R&B, soul, funk, sexo, jazz, amor y odio filtrándose en cada ritmo». Al comienzo de la biografía, se incluye una advertencia tomada de la letra de «Trouble Man», que recita: «El problema con Trouble Man es que la gente pasa por alto su belleza porque están demasiado ocupados cavando en la oscuridad y olvidan ver la luz».
Tras su publicación, el material debutó en el puesto 106 de la lista Billboard 200 en la edición del 4 de noviembre de 1995; sin embargo, fue descendiendo de posiciones y permaneció solo tres semanas en total, cuando hizo su última aparición el 18 de ese mes en el número 189. También ocupó el 46.° lugar en el conteo Top R&B Albums en la misma semana del 4 de noviembre, y se ubicó en el puesto 65 del ranquin Sales Chart de la revista The Network Forty.

## Promoción

### Videoclips
En los Estados Unidos, Motown preparó una campaña de promoción «masiva» para Inner City Blues. Para ello, se filmaron videoclips para algunas de las canciones del álbum, todos ellos dirigidos por Earle Sebastian. La promoción inició el 2 de octubre de 1995 con el estreno en el canal VH1 del vídeo de la versión de «I Want You» de Madonna y Massive Attack. Filmado completamente en blanco y negro, está inspirado y rinde homenaje al relato corto A Telephone Call de la poetisa y dramaturga estadounidense Dorothy Parker. Dado que Motown no tenía los derechos de los sencillos de Gaye para comercializar el álbum fuera de EE. UU., el vídeo de «I Want You» permitió que la discográfica pudiese promocionar el material en el resto de los países; al respecto, John Loken, director sénior internacional de la discográfica, comentó que el hecho de que tuviesen los derechos para transmitirlo a otros territorios ayudaría a impulsar las ventas del disco dada la popularidad de Madonna en el extranjero.
También se filmó un vídeo para «Save the Children» de Bono. El cantante y Sebastian acordaron evitar la «propuesta obvia», es decir, filmar un vídeo con el músico, «la estrella de rock blanca», en África con bebés negros en brazos, ya que habría sido mal visto por el público. En su lugar, Bono quería enfocar la canción «desde el punto de vista de que todos somos niños y todos estamos en peligro», por lo que decidieron ilustrar este concepto en Times Square (Nueva York). La filmación ocurrió un sábado por la noche «en pleno verano» y, según el director, los transeúntes «casi no se fijaron en él». Aun así, mantuvieron todo lo más discreto posible y, salvo a los oficiales de policía, no le habían comentado a nadie sobre el rodaje. Las escenas se filmaban desde la medianoche hasta las ocho de la mañana y, una vez que terminaban una toma, debían llevarse a Bono fuera de la vista del público. En el vídeo «sentimental», Bono se sienta en el exterior de un peep show en el centro de la ciudad y contempla con tristeza la vida trágica de los bajos fondos, en su mayoría de personas negras, que se desplazan a su alrededor. Además de «Save the Children», la canción «Trouble Man» de Neneh Cherry tuvo un videoclip —también dirigido por Sebastian— que se estrenó en el documental de MTV que acompañó al lanzamiento del álbum y luego se transmitió a otros programas nacionales y locales.

### Documental y otros medios
La «pieza central» de la campaña fue el documental de noventa minutos de duración que acompañó al lanzamiento, también titulado Inner City Blues. El especial televisivo fue producido y dirigido por Sebastian y estrenado en la cadena MTV el 19 de octubre, dos días después de la publicación del disco, y ofrecía una retrospectiva de la vida y carrera de Gaye, así como entrevistas a compañeros, familiares y socios —entre ellos el fundador de Motown Berry Gordy— y videoclips de actuaciones del artista, incluida una presentación «eléctrica» de «Ain't No Mountain High Enough» (1967) con Tammi Terrell. El fin se centró en su «evolución artística», con un montaje de imágenes que mostraron «quién es, sus luchas como hombre y artista y sus creencias como ser humano». A su vez, contó con la participación de la mayoría de los artistas del álbum.
El documental, anunciado gracias a setenta anuncios que lo promocionaron, volvió a emitirse el 21 y 22 de octubre y durante la temporada navideña, en las semanas del 23 de noviembre y 18 de diciembre, con repeticiones en otras cadenas en 1996. Motown también negoció con las versiones europea, japonesa y latinoamericana de MTV para transmitir el documental y se contactó con Channel 4 de Inglaterra y MuchMusic de Canadá. En enero del año siguiente, Inner City Blues estuvo disponible en las tiendas en formato casero a través de Polygram Home Video, que incluyó imágenes detrás de escenas y entrevistas adicionales.
Otros eventos como parte de la promoción incluyen la fiesta que organizó Motown el 16 de octubre, un día antes de su lanzamiento, en el Motown Café de Nueva York, donde estrenó el álbum. Sumado a ello, el material contó con el apoyo de una «importante» campaña a través de otros medios de comunicación. En este sentido, una página en línea de PolyGram presentó vídeos musicales y sencillos de Gaye, así como información sobre su carrera artística, y después del lanzamiento del álbum, Motown llevó a cabo una gira de charlas universitarias con Earle Sebastian y Nona Gaye diseñada para educar a los jóvenes sobre las contribuciones profesionales del artista.

### Sencillos
En cuanto a los sencillos, debido a la amplia gama de artistas invitados, la discográfica planeó un «atractivo generalizado». En este sentido, Candace Bond —vicepresidenta de desarrollo de catálogos de Motown— afirmó: «Los artistas han ido entregando sus proyectos, y cada vez que recibimos uno pensamos "sí, ese será el primer sencillo", hasta que llega el siguiente y entonces decimos "sí, ese es el primer sencillo". Así que ahora estamos adoptando una postura de esperar y ver». «Trouble Man», versionada por Neneh Cherry, salió a la venta como el primer sencillo del material el 10 de octubre de 1995; la canción fue enviada inicialmente a las radios universitarias (college radio) y Adult album alternative, con un énfasis secundario en las emisoras de los 40 principales.
El 23 de octubre, el sello EMI envió un CD promocional de «Like Marvin Gaye Said (What's Going On)» —interpretada por Speech— a las emisoras de R&B como el segundo sencillo del material, seguido de las estaciones de adulto alternativo y de rock moderno el 13 de noviembre. El tema estuvo disponible de manera comercial el 21 de noviembre en formato casete y el CD salió a la venta el 5 de diciembre, la misma fecha del estreno del videoclip en las cadenas BET y The Box, así como en otros programas del país. «Like Marvin Gaye Said» también sirvió como el sencillo principal de Speech, el primer álbum de estudio del rapero.
Cabe señalar que también se había planeado que la versión de Madonna y Massive Attack de «I Want You» fuera publicada y que, además, sirviera como el sencillo principal de su recopilatorio Something to Remember, que había salido a la venta con tan solo quince días de diferencia de Inner City Blues. Sin embargo, y pese a que ya se habían autorizado remezclas y filmado el videoclip, el lanzamiento comercial debió cancelarse a último momento debido a disputas contractuales entre Maverick y Motown, que tenía los derechos de la canción.

## Recepción crítica

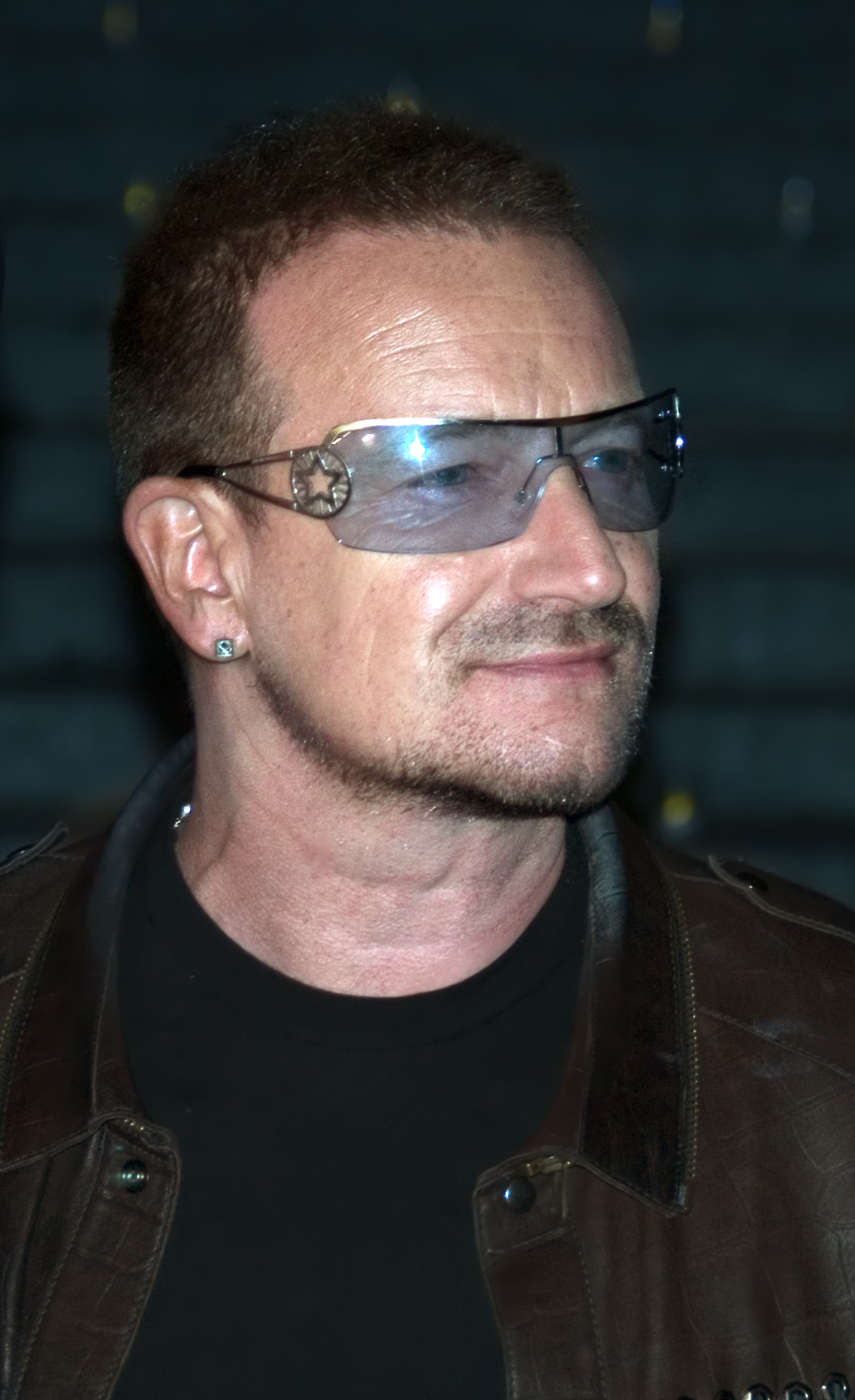
Varios críticos elogiaron la interpretación de Bono (imagen) de «Save the Children»

El términos generales, el álbum obtuvo reseñas variadas de la crítica, aunque en su mayoría de carácter favorable. Entre las reseñas más positivas destacan la de Thor Christensen del Dallas Morning News, que lo calificó como «audaz», y la de Cash Box, que lo nombró «magnífico». De la misma revista, Steve Baltin lo eligió como el mejor álbum de la semana y aplaudió las «diez grandes interpretaciones» del disco, especialmente las de Bono en «Save the Children» y del rapero Speech en «What's Going On». Agregó: «Este CD trata del talento perdido de Marvin Gaye, y lo que este disco demuestra más que ninguna otra cosa es que el mundo ha perdido a un artista verdaderamente único e importante». Eddie B. Allen, uno de los redactores del Toledo Blade, lo consideró un «conmovedor homenaje» y aplaudió las «sentidas versiones» de la mayoría de los intérpretes, aunque elogió más la de Nona Gaye, que le pareció «inquietante». Paul Verna de Billboard resaltó la diversidad y «calidad» de los artistas invitados, especialmente las reinterpretaciones de Bono, Sounds of Blackness y Madonna, y añadió que el material era «un espectáculo para su homenajeado y sus participantes». Un editor del Sun Sentinel sintió que el disco rezumaba «admiración y afecto». Además, comentó que Stevie Wonder estuvo «perfecto» en «Stubborn Kind of Fellow» y Nona Gaye hacía justicia a la canción que da título al álbum, pero era Madonna quien «acaparaba toda la atención» del disco.
Gavin Report elogió la «impresionante (y perfecta)» selección de productores, así como la «escalofriante» versión de «Save the Children» de Bono, y afirmó que el espíritu underground que caracterizó la música de Gaye «vuelve a la vida en Inner City Blues». Jason Parker de Hard Report también eligió la versión de Bono como una de las mejores del material y añadió que «Trouble Man» de Neneh Cherry era un «punto culminante que merece la pena escuchar». Kirk Nicewonger del Ocala Star-Banner describió «Save the Children» de Bono como «melancólica», «Trouble Man» de Neneh Cherry como «escalofriante» e «Inner City Blues» de Nona Gaye como «reflexiva», pero criticó «I Want You» de Madonna como la «única nota discordante» del disco. Para Observer-Reporter, las mejores canciones fueron las de aquellos artistas que evitaron las versiones «simples» y, en su lugar, ofrecieron interpretaciones «totalmente nuevas», como las de Speech, Nona Gaye y Bono, a la que calificó como «conmovedora». Aunque Stephanie DuBois de Rome News-Tribune había mencionado que, por lo general, «la moda de los álbumes tributo habían caído en algunos baches, con versiones de canciones que nunca quisimos oír y que esperamos no volver a oír jamás», afirmó que, en el caso de Inner City Blues, el oyente podía estar seguro de que «es un disco por el que merece la pena emocionarse». Richard Harrington de The Washington Post otorgó comentarios positivos a las actuaciones de Nona Gaye, Neneh Cherry, Sounds of Blackness y Stevie Wonder, pero desaprobó las de Bono, Madonna con Massive Attack, Speech y Digable Planets debido a que «tienden a reflejar más el ego que el aprecio».
En una opinión variada, Gerald Martínez del New Straits Times resaltó las actuaciones de Nona Gaye y Neneh Cherry como las más sobresalientes, pero percibió que solo los fanáticos de la música soul de los años 70 y 80 se sentirán identificados con el disco. Marcelo Ambrosio de Jornal do Brasil, que lo consideró uno de los mejores álbumes tributo, sintió que Boyz II Men mantenía el «respeto» en «Let's Get It On» y elogió la versión «elegantemente recreada» por Neneh Cherry, así como el «arreglo alegre» de Stevie Wonder con su armónica. Sin embargo, reprobó el resto de las interpretaciones: comentó que, aunque Bono ha estado tratando de acercarse al soul durante mucho tiempo, estaba a «años luz» de sus colegas. Además, juzgó los «adornos vocales excesivos» de Lisa Stansfield, pese a que mantenía el valor de la canción, y criticó la reelaboración de Madonna y Massive Attack en «I Want You». En opiniones más desfavorables, Stephen Thomas Erlewine de AllMusic le otorgó dos estrellas de cinco; señaló que era un testimonio de la teoría de que los álbumes tributo «siempre son discos severamente defectuosos, sin importar cuán sincero sea el sentimiento o cuán merecido sea el tema». Además, a excepción de la versión trip hop de Madonna y Massive Attack, el autor desaprobó el resto de las interpretaciones «tremendamente desiguales» e «insípidas» porque «palidecen» en comparación con las originales de Gaye y porque no seguían el estilo «suave» del soul de los años 1970. David Bertrand Wilson, del sitio de críticas Wilson & Alroy's Record Reviews, también le dio dos estrellas de cinco y observó que los mejores trabajos eran los de aquellos artistas que se mantenían fieles al enfoque original del cantante, en este caso, Boyz II Men, Sounds of Blackness, Nona Gaye y Stevie Wonder, a quien elogió por «eclipsar» la versión original de «Stubborn Kind of Fellow». Aun así, sostuvo que el material «caía» en una serie de problemas común en todos los álbumes tributo, es decir, «una actualización cursi y "moderna" de canciones clásicas, interpretaciones débiles por sabores de sus respectivos meses y Bono cantando con una persona fallecida». Elan A. Stavros del periódico The Michigan Daily escribió: «Aunque estos artistas nunca podrían hacer las canciones de este hombre como él, es ciertamente apropiado que le rindan homenaje de esta manera y que den un giro interesante a su trabajo que Gaye podría haber disfrutado». Por último, Eugene Bowen —también de The Michigan Daily— sintió que ninguno de los artistas invitados pudo «lograr llenar el vacío» que había dejado la «prematura muerte de Gaye», aunque reconoció que «al menos lo intentaron», pues destacó algunas «joyas» entre las diez canciones presentadas.

## Lista de canciones
| Inner City Blues: The Music of Marvin Gaye |                                                                        |                                                                 |                                    |          |  |
| N.º                                        | Título                                                                 | Escritor(es)                                                    | Productor(es)                      | Duración |  |
| 1.                                         | «Inner City Blues (Make Me Wanna Holler)» (interpretada por Nona Gaye) | Marvin Gaye James Nyx                                           | Meshell Ndegeocello Wendy Melvoin* | 5:35     |  |
| 2.                                         | «Save the Children» (interpretada por Bono)                            | Alfred Cleveland Gaye Renaldo Benson                            | Bono Nellee Hooper                 | 4:37     |  |
| 3.                                         | «Let's Get It On» (interpretada por Boyz II Men)                       | Gaye Ed Townsend                                                | Keith Crouch                       | 6:02     |  |
| 4.                                         | «I Want You» (interpretada por Madonna y Massive Attack)               | Leon Ware Arthur «T-Boy» Ross                                   | Hooper                             | 6:11     |  |
| 5.                                         | «Trouble Man» (interpretada por Neneh Cherry)                          | Gaye                                                            | Booga Bear Mark Saunders           | 3:57     |  |
| 6.                                         | «Just to Keep You Satisfied» (interpretada por Lisa Stansfield)        | Gaye Anna Gordy Gaye Elgie Stover                               | Ian Devaney                        | 4:41     |  |
| 7.                                         | «Stubborn Kind of Fellow» (interpretada por Stevie Wonder)             | Gaye William Stevenson George Gordy                             | Wonder                             | 3:00     |  |
| 8.                                         | «God Is Love»/«Mercy Mercy Me» (interpretada por Sounds of Blackness)  | Gaye Anna Gaye Stover Nyx                                       | Gary D. Hines                      | 5:10     |  |
| 9.                                         | «Like Marvin Gaye Said (What's Going On)» (interpretada por Speech)    | Al Cleveland Renaldo Benson Gaye                                | Speech                             | 3:45     |  |
| 10.                                        | «Marvin, You're the Man» (interpretada por Digable Planets)            | Gaye Kenneth Stover Ishmael Butler Mary Ann Vieira Craig Irving | Ishmael Butler                     | 9:25     |  |
| 52:06                                      |                                                                        |                                                                 |                                    |          |  |

Notas
- * indica coproductor.
- «Save the Children» contiene un sample de «Udla Nge'nduku Zabanye» de Ladysmith Black Mambazo, compuesta por J. Shabalala.

## Posicionamiento en listas
| País           | Lista (1995)               | Posición más alta |
| -------------- | -------------------------- | ----------------- |
| Estados Unidos | Billboard 200              | 106               |
| Estados Unidos | Billboard Top R&B Albums   | 48                |
| Estados Unidos | The Network 40 Sales Chart | 65                |

## Créditos y personal
Créditos adaptados de las notas del álbum Inner City Blues: The Music of Marvin Gaye y de AllMusic.
- John Adams: arreglo
- Johnny Adams: teclados, voz
- Craig Armstrong: arreglo de cuerdas
- Tom Banghart: asistente de ingeniería
- Paul Barrett: piano, cuerdas, vibráfono, coros
- Jayne Bell: coros
- Renaldo Benson: composición
- Candace Bond: producción ejecutiva
- Bono: intérprete, artista principal, producción, voz
- Booga Bear: mezcla, producción
- Mike Bowens: coros
- Boyz II Men: intérprete, artista principal
- Gerald Brazel: palmadas, trompeta, coros
- D.J. Brooks: batería
- Kim Brown: coros, voz
- Jheryl Busby: producción ejecutiva
- Ishmael Butler: composición, producción
- Butterfly: voz
- Carl Carter: guitarra, bajo, palmadas, coros
- Jim Champagne: asistente de ingeniería
- Eagle-Eye Cherry: piano
- Neneh Cherry: intérprete, artista principal, voz
- Al Cleveland: composición
- Lisa Coleman: teclados
- Dave Cooley: órgano
- Core Cotton: coros, voz
- Keith Crouch: multinstrumentista, productor, programación, remezcla, arreglo vocal
- Dave Darlington: ingeniería, mezcla
- Marius de Vries: teclados, programación
- Ian Devaney: arreglo, producción
- Digable Planets: intérprete, artista principal
- Johnny Dollar: mezcla
- Bill-Dog Dooley: ingeniería
- Robert Edwards: coros
- For Real: coros
- Verna Francis: coros
- Anna Gordy Gaye: composición
- Marvin Gaye: composición, palabra hablada
- Nona Gaye: intérprete, artista principal
- George Gordy: composición
- Roger Gorman: dirección de arte
- Marie Graham: coros, voz
- R.R. Harlan: asistente de ingeniería
- Carrie Harrington: voz, coros
- Mark Haynes: bajo
- Angela Henderson: coros
- Carolyn Herbert: palmadas
- Chris Herbert: palmadas, saxofón
- Paolo Hewitt: notas del álbum
- Gary Hines: producción
- Steve Hodge: mezcla
- Kenneth Holman: saxofón
- Kenny Holmen: saxofón
- Nellee Hooper: producción
- Jimmy Jam: arreglo, producción ejecutiva
- Avery Johnson: bajo
- Booker T. Jones: ingeniería, mezcla
- Geoffrey Jones: coros
- Robert «Rumba» Jones: coros
- Brian Kincaid: asistente de ingeniería
- Russell Knighton: coros
- Patricia Lacy: voz, coros
- Julie Larson: coordinadora de proyectos
- Terry Lewis: arreglo, producción ejecutiva
- Wanda Lewis: coros
- Madonna: intérprete, artista principal, voz
- Massive Attack: teclados, intérprete, artista principal, efectos de sonido
- Louise McCormick: ingeniería, voz
- Aidan McGovern: ingeniería
- Wendy Melvoin: guitarra acústica, guitarra eléctrica, producción
- Meshell Ndegeocello: bajo, producción
- Ann Nesby: voz, coros
- James Nyx, Jr.: composición
- Julie Payne: coros
- Derrick Perkins: teclados
- Bob Power: mezcla
- Rail Jon Rogut: ingeniería
- Arthur Ross: composición
- Alecia Russell: coros
- Daniel Sadownick: percusión
- Urbano Sánchez: percusión
- Mark Saunders: multinstrumentista, mezcla, producción
- Mike Scott: guitarra
- Earle Sebastian: producción
- Bill Smith: coros
- Michael Peter Smith: coros
- William D. «Smitty» Smith: coros
- Sounds of Blackness: intérprete, artista principal, voz
- Speech: composición, teclados, mezcla, multinstrumentista, intérprete, artista principal, producción, pandereta, voz, coros
- Alvin Speights: mezcla
- Lisa Stansfield: intérprete, artista principal, voz
- Billy Steele: teclados, voz, coros
- Mark «Spike» Stent: ingeniería
- William «Mickey» Stevenson: composición
- Shawn Stockman: arreglo vocal
- Stokley Williams: percusión
- Elgie Stover: composición
- Ralph Sutton: ingeniería
- Jeff Taylor: programación de batería
- B.J. Thomas: canto religioso, coros
- Ed Townsend: composición
- Libby Turner: voz
- Mary Ann Vieira: composición
- Leon Ware: composición, remezcla
- Jennifer Whitlock: coros
- Steve Williams: batería, palmadas, coros
- Stevie Wonder: arreglo, multinstrumentista, intérprete, artista principal, producción, programación
- James «Big Jim» Wright: programación de batería
- Jimmy Wright: teclados
- Abdulhameed Zuhri: guitarra, palmadas, saxofón, coros